# Francesco Schiavone
Francesco Schiavone (Casal di Principe, 3 marzo 1954) è un mafioso italiano.
Famoso per le lotte di potere avvenute nella sua cittadina natale soprattutto negli anni settanta e ottanta all'interno del clan dei Casalesi, dopo l'omicidio di Mario Iovine ne divenne il capo assoluto. Il suo soprannome è Sandokan.

## Biografia

### L'inizio della carriera criminale
Iniziò la sua carriera criminale come autista e guardia spalle del narcotrafficante Umberto Ammaturo; venne arrestato per la prima volta nel 1972, appena diciottenne, per detenzione e porto abusivo di arma da fuoco. La permanenza in carcere durò poco e una volta uscito venne denunciato per armi, lesioni e spari in luogo pubblico. Egli partecipò ad alcune guerre fra diversi clan camorristici che causarono, nel casertano, centinaia di vittime.

### Il ruolo nella lotta tra la NCO e la NF
Antonio Bardellino notò le sue potenzialità e lo arruolò nel suo gruppo dirottandolo in qualche occasione alle dipendenze di Umberto Ammaturo quando questi aveva bisogno di un autista. Agli inizi del 1981, insieme al cugino Carmine venne formalmente "battezzato" diventando un affiliato a quella che verrà definita la Cosa Nostra Casalese perché ispirata alla mafia siciliana. Si schierò con Antonio Bardellino e Mario Iovine, leader di spicco della Nuova Famiglia, contro la Nuova Camorra Organizzata (NCO) di Raffaele Cutolo. Bardellino lo inserì nella delegazione che partecipò a uno storico summit che si svolse nella tenuta di Lorenzo Nuvoletta, a Marano, dove ai rivali fu comunicato di non mettere piede nella zona dell'agro aversano. La tregua con Cutolo durerà pochi giorni e Schiavone sarà uno dei soldati più attivi dell'esercito di Bardellino nella guerra contro la NCO.
Quando Cutolo fu sconfitto, Schiavone, conscio di dover rimanere per chissà quanto ancora nelle retrovie poiché la leadership di Bardellino sembrava intoccabile e il suo numero due era Iovine, con furbizia cavalcò l'onda di insoddisfazione che stava montando all'interno dell'organizzazione nei confronti del capo, accusato di aver accumulato grosse ricchezze lasciando ai suoi sottoposti solo le briciole. Una faida interna scoppiò poi quando il fratello di Mario Iovine, Domenico, fu ucciso su ordine di Bardellino perché sospettato di essere un confidente dei Carabinieri. Per sobillarlo, Schiavone disse a Mario Iovine che era giusto vendicarsi e così Antonio Bardellino fu ucciso in Brasile nel maggio del 1988. A quel punto al vertice del clan dei Casalesi si insediò la coppia Iovine-Schiavone con Francesco Bidognetti in una posizione più defilata. Luigi Basile, uno dei fedelissimi di Bardellino, per salvarsi giocò d'anticipo e si costituì: sarà il primo a fornire informazioni utili a ricostruire il percorso che ha portato Schiavone in cima alla piramide della cosca. Con Schiavone al timone benché latitante all'estero, l'atteggiamento dei Casalesi virò e per imporsi sul territorio si ricorse all'uso sistematico della forza e, fattore determinante per la ramificazione del clan, iniziò l'infiltrazione in diversi settori dell'economia legale.
La fuga di Schiavone terminò nella notte del 22 maggio 1989 quando, al termine di un'indagine durata tre mesi, una squadra guidata dal Vicequestore di Caserta, Luigi De Stefano, arrestò il latitante a Millery vicino a Lione; all'operazione parteciparono anche agenti della Criminalpol, dell'Interpol e della polizia transalpina. Schiavone finse di essere sorpreso ed esibì una carta d'identità falsa intestata a un certo Raffaele Arrichiello. Al momento del blitz era in compagnia di quattro presunti camorristi del casertano e di cinque contadini francesi e le indagini stabiliranno poi che i Casalesi avevano scelto il triangolo Nizza-Lione-Marsiglia per controllare il traffico di droga nel Mediterraneo. Poche settimane più tardi il giudice istruttore del Tribunale di Santa Maria Capua Vetere chiese il rinvio a giudizio di 47 persone, tra cui Schiavone, accusate di associazione a delinquere di stampo mafioso, estorsione e altri reati minori. Qualche mese più tardi, quando le procedure per l'estradizione non erano ancora pronte, la giustizia francese punì Schiavone con 10 mesi di reclusione per falsificazione di documenti; il giudice istruttore di Lione lo incriminò per associazione a delinquere, omicidio e occultamento di cadavere. Il 26 aprile 1990 per Schiavone e i sodali l'ufficio istruzione del Tribunale di Santa Maria Capua Vetere dispose la scarcerazione per decorrenza termini e dopo due settimane tornarono in libertà.
Schiavone riprese il comando dei Casalesi anche se la gerarchia dietro di lui era cambiata:  c'erano il fidatissimo Francesco Bidognetti e Enzo De Falco, mentre Iovine si era trasferito provvisoriamente in Portogallo. Per i gusti di Schiavone, De Falco si agitò eccessivamente nel tentativo di piazzare i suoi uomini nel Comune di Casal di Principe per controllare l'assegnazione di appalti pubblici. Il 13 dicembre De Falco fu invitato con l'inganno a un summit nella villa del Vicesindaco di Casal di Principe, Gaetano Corvino, ma, capendo che si trattava di una trappola, fece una soffiata ai Carabinieri e quest'ultimi si presentarono e arrestarono, tra gli altri, Schiavone e Bidognetti con l'accusa di associazione a delinquere e detenzione e porto abusivo di armi mentre Mario Iovine e il politico riuscirono a scappare e si costituirà all'inizio dell'anno seguente.
Per ritorsione De Falco fu ucciso da mitra il 2 febbraio 1991 su ordine di Schiavone e Bidognetti a Casal di Principe. Per rappresaglia, gli uomini di De Falco il 6 marzo, in una cabina telefonica di Cascais, uccisero con 2 colpi di rivoltella Mario Iovine. Ciò si rivelò tuttavia un favore fatto a Schiavone che con la morte di Iovine non ebbe più rivali che potessero rivendicare la leadership dei Casalesi. Nel frattempo la posizione di Schiavone si alleggerì perché la prima sezione della Corte di cassazione, presieduta da Corrado Carnevale, annullò il provvedimento di custodia cautelare relativamente all'accusa di associazione camorristica per mancanza di prove mentre il boss doveva rimanere in carcere per detenzione abusiva di armi e spari in luogo pubblico. Nel gennaio del 1992 la Corte di Appello di Napoli assolse Schiavone e Bidognetti dall'accusa di detenzione di armi relativa al blitz effettuato nella villa di Corvino perché gli altri arrestati si accollarono la responsabilità del possesso di armi. Il 15 aprile dello stesso anno Schiavone fu di nuovo arrestato per scontare un residuo di pena di tre mesi. Quando Schiavone riprese il controllo dell'organizzazione, i proventi degli affari illeciti (droga, estorsioni, armi, traffico di rifiuti) e degli appalti pubblici in Lazio, Emilia-Romagna e Lombardia vennero investiti all'estero in particolare in Francia, Portogallo, Spagna e in Centro e Sud America. Nel 1993 però Carmine Schiavone, cugino di Francesco, decise di collaborare con la giustizia e di conseguenza la Magistratura sequestrò un numero considerevole di aziende, bar, ristoranti, lidi, cooperative agricole, società che producevano e vendevano calcestruzzo, appartamenti, auto e autocarri.
Dalle confessioni di Carmine Schiavone e di altri pentiti si arrivò all'operazione "Spartacus" del dicembre del 1995 con 143 ordinanze di custodia cautelare e il sequestro di 105 ditte individuali, 137 società sequestrate, centinaia di immobili, aziende agricole, fabbricati, imbarcazioni e due società di calcio (Albanova in Serie C2 e Casale nei dilettanti) per un ammontare di quasi 1500 miliardi di lire; tra gli arrestati c'erano anche diversi amministratori locali, dirigenti di USL e imprenditori.

### L'arresto e la detenzione
Schiavone è stato arrestato l'11 luglio 1998 in un bunker del suo paese natale: alle 23 della sera precedente una squadra di Poliziotti, Carabinieri e Agenti della Direzione Distrettuale Antimafia fecero irruzione in un appartamento di via Salerno che era stato tenuto sotto controllo per una settimana, ma il boss si riuscì a stanare solo la mattina seguente dopo 13 ore di demolizioni quando, oramai consapevole di non avere più scampo, da un bunker sotterraneo Sandokan sbucò con in braccio una delle figlie; lì sotto oltre alle figlie c'erano anche sua moglie Giuseppina Nappa e il cugino Mario. Nel bunker furono ritrovati due fucili, diversi dipinti realizzati da Schiavone stesso oltre a una Bibbia e a diverse opere sulla storia del Regno delle due Sicilie, su Napoleone Bonaparte e su Benito Mussolini. Al giudice che lo interrogò il giorno seguente disse di essere innocente, di essere stato perseguitato da una certa politica, di non essere un camorrista e che i pentiti raccontavano falsità per ottenere stipendio e protezione. 
Per i reati di camorra da lui commessi, venne subito sottoposto al regime carcerario speciale previsto dall'art. 41 bis della legge sull'ordinamento penitenziario.
Un mese dopo la cattura cominciò a circolare la voce circa una possibile collaborazione di Schiavone il quale però smentì l'indiscrezione con una lettera inviata alla Gazzetta di Caserta. Mentre era in custodia, la fazione di De Falco è stata sconfitta.
Il 9 luglio 2004 la Corte di Assise del Tribunale di Santa Maria Capua Vetere, accogliendo la richiesta del PM Marino, condannò Schiavone all'ergastolo per l'omicidio di Saverio Ianniello: l'allevatore di bufale veniva considerato contiguo alla NCO di Raffaele Cutolo e sarebbe stato ucciso nel 1983 per intimare al boss di Ottaviano di non inoltrarsi nel casertano.
Nel corso del processo Spartacus Schiavone prese la parola per dire che "il clima ostile e pregiudizievole" avrebbe condizionato un processo costruito grazie a un complotto politico organizzato dall'ex senatore Lorenzo Diana sulla base degli articoli di giornale, dal libro di Nanni Balestrini Sandokan. Storia di camorra e dai pubblici ministeri che avrebbero fatto da suggeritori ai pentiti. 
Il 15 settembre 2005 Schiavone è stato condannato all'ergastolo per associazione di tipo mafioso perché ritenuto coinvolto in almeno sei omicidi (tra cui quello di Antonio Bardellino); la stessa sorte toccò al fratello Walter.
Il 16 giugno 2008, durante le fasi finali dell'appello del processo Spartacus che si svolgeva presso il Tribunale di Santa Maria Capua Vetere, Schiavone comparve in videoconferenza dal carcere dell'Aquila dove era detenuto, dichiarando di non voler comparire in video perché non voleva essere considerato come una fiera in gabbia. 
Due giorni dopo venne condannato alla pena dell'ergastolo, insieme ad altri componenti del clan dei Casalesi come Francesco Bidognetti e i due superlatitanti Antonio Iovine e Michele Zagaria. Successivamente alla condanna, il 28 giugno venne trasferito nel carcere di Opera, dove rimase sotto il regime del 41 bis, ossia il carcere duro. Nonostante ciò, nel gennaio 2010 Schiavone riuscì a incontrare il boss di Cosa nostra Giuseppe Graviano durante l'ora d'aria, creando grande allarme tra i magistrati napoletani.
Il 15 gennaio 2010 la Cassazione confermò in via definitiva la condanna all'ergastolo per Schiavone.
Il 18 ottobre 2016 Schiavone riceve un'ordinanza di custodia cautelare per l'omicidio di Antonio Diana, vigile urbano di San Cipriano d'Aversa, ucciso l'11 febbraio 1989. Il 15 marzo 2022 la Cassazione conferma in via definitiva la condanna all'ergastolo per il boss.
Nel marzo del 2017 a Schiavone è stata recapitata un'altra ordinanza di custodia cautelare per un omicidio avvenuto nel 1986 a Castel Volturno, zona presidiata dalla mafia nigeriana: in quell'occasione fu ucciso un immigrato africano ritenuto uno spacciatore al dettaglio. L'assassinio, come hanno rivelato i pentiti, aveva lo scopo di mandare un messaggio a tutti gli altri anche perché Sandokan non aveva mai tollerato lo spaccio gestito dai nordafricani volendo evitare da un lato l'attenzione delle forze dell'ordine e dall'altro il rischio che la droga seducesse gli affiliati al clan che, una volta diventati cocainomani, potevano rivelarsi inaffidabili.
La conferma della sua pericolosità è stata ribadita nel gennaio del 2018 quando la Cassazione ha bocciato la richiesta di revoca del carcere duro.
Nel marzo 2024 ha deciso di collaborare con la giustizia dopo quasi 26 anni di carcere. Tuttavia già nel luglio seguente la Procura di Napoli deciderà di interrompere il processo di collaborazione poiché Schiavone non ha fornito dichiarazioni utili durante gli interrogatori ed è stato pertanto disposto per lui il rientro al 41-bis.

## Vicende relative ai familiari
Il 30 settembre 2008, durante una maxioperazione contro il clan dei Casalesi, venne arrestata anche sua moglie, Giuseppina Nappa, successivamente rilasciata. Il 15 giugno 2010 venne arrestato il figlio Nicola, considerato reggente del gruppo precedentemente retto dal padre. L'arresto è avvenuto in una villetta bunker a Casal di Principe dagli agenti della Squadra Mobile di Caserta. Il 4 maggio 2012 vennero arrestati anche Ivanhoe ed Emanuele Schiavone con l'accusa di pizzo di gadgets pubblicitari (penne, agendine, calendari, ecc.) ai danni dei negozi casertani.
Il 13 luglio 2012 è morta la madre di Schiavone, Teresa Diana: il boss ha chiesto di poter prendere parte ai funerali, ma il permesso gli è stato negato.
Nel gennaio del 2013 venne arrestato il figlio Carmine per tentata estorsione aggravata dal metodo mafioso. Secondo i Carabinieri era stato lui a governare la famiglia dopo gli arresti dei fratelli Nicola, Ivanhoe ed Emanuele. Carmine Schiavone, il cui nome era stato scelto in omaggio al cugino del boss, poi pentito, non aveva precedenti penali.
Il 10 marzo 2015 nell'"Operazione Spartacus Reset" sono stati arrestati 40 appartenenti alla fazione Schiavone tra cui anche Nicola e Carmine Schiavone, già in carcere.
Il 7 febbraio 2017 è stato arrestato Walter Schiavone, accusato di associazione di tipo mafioso, ricettazione, estorsione, illecita concorrenza con minaccia o violenza, intestazione fittizia di beni, associazione finalizzata al traffico illecito di sostanze stupefacenti e spaccio di sostanze stupefacenti, detenzione illegale di armi, tutti aggravati dal metodo mafioso e commessi per agevolare il clan camorristico. Walter era l'unico figlio del boss rimasto in libertà, dopo gli arresti dei fratelli Nicola, Ivanhoe, Emanuele e Carmine.
Nel novembre del 2021 il figlio Walter ha deciso di iniziare a collaborare con gli inquirenti.